# Revel (Haute-Garonne)
Revel ist eine Gemeinde mit 9.686 Einwohnern (Stand: 1. Januar 2022) in Südwestfrankreich im Département Haute-Garonne in der Region Okzitanien. Die Gemeinde gehört zum Arrondissement Toulouse und ist Verwaltungssitz des Gemeindeverbands Communauté de communes Aux sources du Canal du Midi. Das Bureau centralisateur des gleichnamigen Kantons befindet sich in Revel. Die Bewohner werden Revélois und Revéloises genannt.
Der Fernwanderweg GR 653 von Dourgne nach Toulouse durchquert das Gemeindegebiet. Er folgt der Via Tolosana, einer der vier Jakobswege in Frankreich.

## Geografie

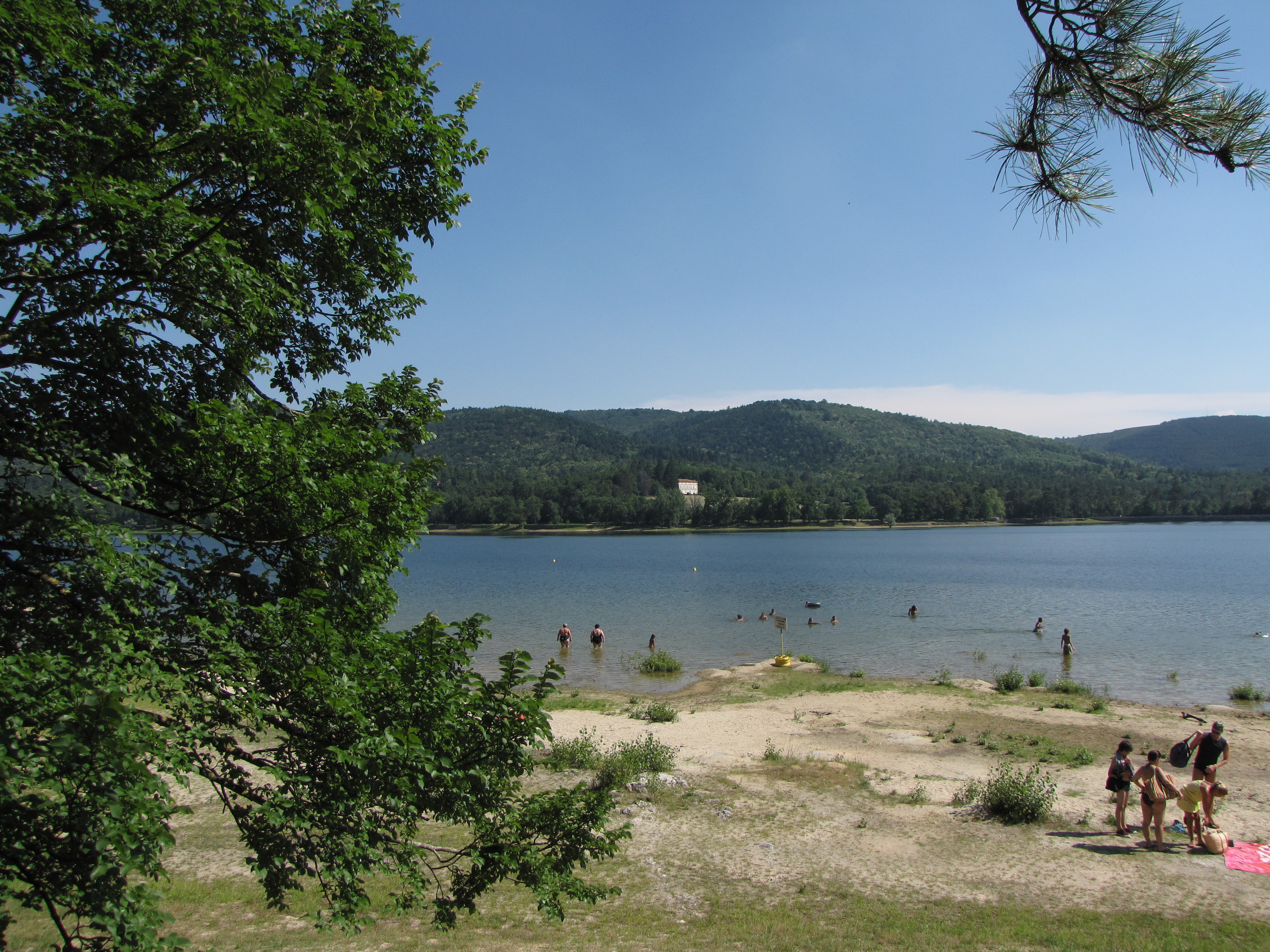
Stausee von Saint-Ferréol

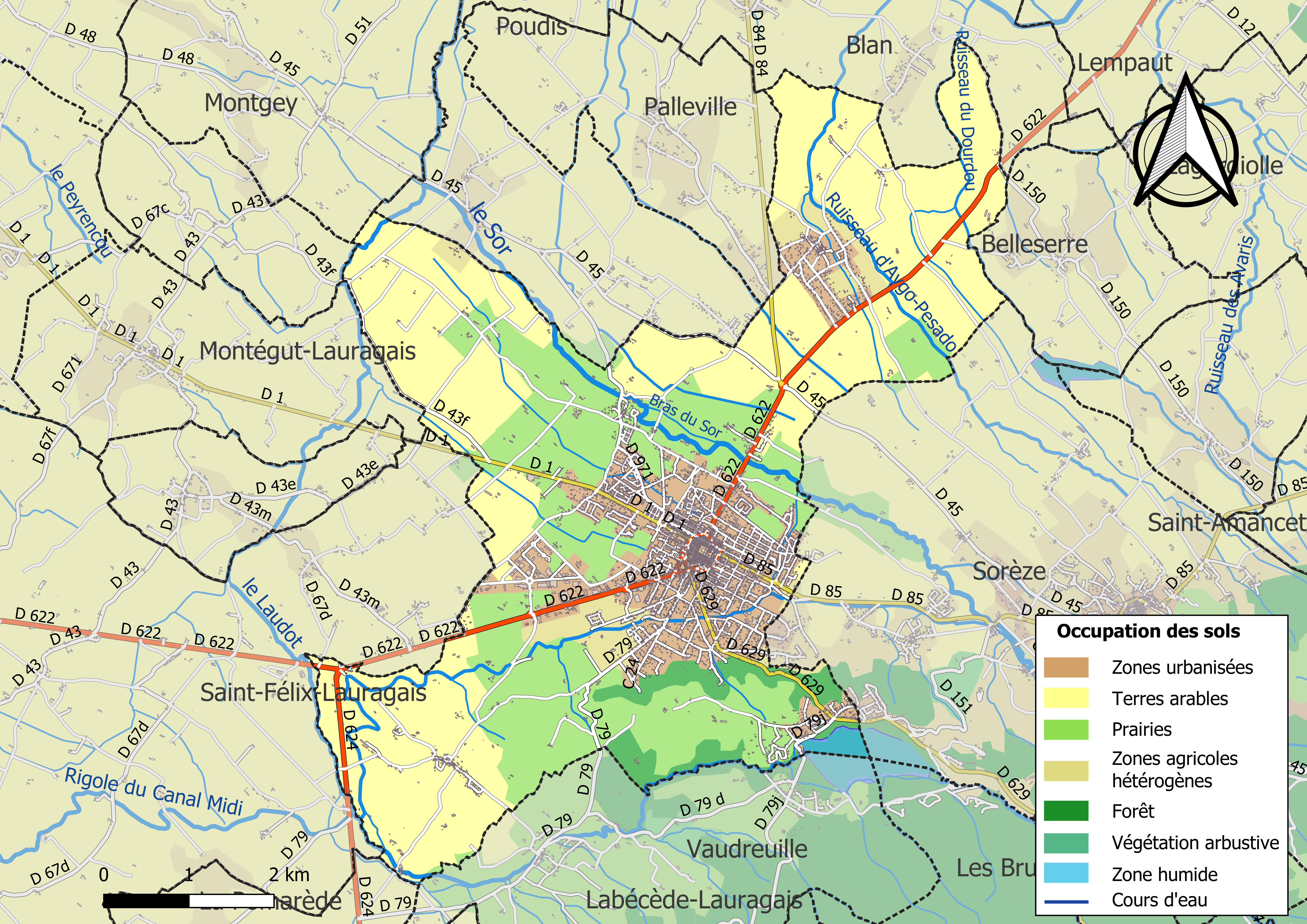
Bodennutzung, Hydrografie und Infrastruktur der Gemeinde (2018)

Revel befindet sich in der historischen Landschaft des Lauragais am östlichen Rand des Départements an der Grenze zu den benachbarten Départements Tarn und Aude, etwa 40 Kilometer nordwestlich von Carcassonne und etwa 48 Kilometer südöstlich von Toulouse. Revel liegt an den Ausläufern der Montagne Noire und ist die östlichste Gemeinde des Départements Haute-Garonne.
Die Gemeinde liegt im Einzugsgebiet der Garonne und wird entwässert vom Sor, vom Laudot, von der Rigole de la Plaine, auch „Rigole du canal du Midi“ genannt, vom Ruisseau d’Aygo-Pesado, vom Ruisseau du Dourdou, vom Ruisseau de Rieutort und von verschiedenen kleineren Bächen. Die Rigole de la Plaine, ein Versorgungskanal, und der Laudot führen dem Canal du Midi Wasser aus der Montagne Noire zu. Im Süden des Gemeindegebietes liegt der Stausee Reservoir von Saint-Ferréol, der im 17. Jahrhundert zu demselben Zweck errichtet wurde.
Das Gebiet von Revel ist Teil der ZNIEFF-Naturzonen „Montagne Noire (versant Nord)“ (730010009) und „Pelouses au sud de Revel“ (730010284). Gut drei Viertel der gesamte Fläche der Gemeinde werden landwirtschaftlich genutzt, etwa 17 % sind bebaute Zonen, etwa 3 % sind bewaldet.
Umgeben wird Revel von den zwölf Nachbargemeinden:
| Montgey (Tarn) Nogaret Montégut-Lauragais | Palleville (Tarn) Garrevaques (Tarn)        | Blan (Tarn) Belleserre (Tarn)        |
| Saint-Félix-Lauragais                     | Kompassrose, die auf Nachbargemeinden zeigt | Sorèze (Tarn)                        |
| La Pomarède (Aude)                        | Vaudreuille                                 | Les Brunels (Aude) (Berührungspunkt) |

## Geschichte
Die Stadt wurde 1342 von Philipp VI. als Bastide mitten im Wald von Vauré gegründet, um den umliegenden Bewohnern Schutz vor den ständigen Raubüberfällen zu gewähren. Zur Bastide gehörten die umliegenden Dörfer Vauré, Couffinal, Dreuilhe und Vaudreuille. Sehr bald zählte Revel 3000 Einwohner, die Pest von 1348 tötete aber mehr als die Hälfte davon. Im 15. und 16. Jahrhundert blühte die Wirtschaft durch Anbau und Handel des Pastels.
Während der Hugenottenkriege wurde Revel mehrmals eingenommen und die Kirchen wurden zerstört. Die Stadt wurde protestantisch.
Beim Aufheben des Edikts von Nantes (1685) wurden die Protestanten mit Gewalt konvertiert. Viele der wohlhabenderen Bewohner flohen nach Genf, Berlin, Holland und sogar auf die Antillen, zum Schaden der lokalen Wirtschaft.
Im 18. Jahrhundert gab es eine Seidenstrumpffabrik, die in ganz Südfrankreich und Katalonien bekannt war. Seit Mitte des 19. Jahrhunderts ist die Holz- und Möbelindustrie vorherrschend, mit einer Spezialisierung auf dem Gebiet der Holz-Einlegearbeiten, die mittlerweile einen internationalen Ruf hat.

## Sehenswürdigkeiten
Prägend für die Stadt ist die zentrale Markthalle mit Glockenturm, die gegen 1342 errichtet wurde. Sie ist seit 2006 als Monument historique klassifiziert. Das Zentrum orientiert sich durchgehend mit rechtwinkligen Straßen, die von dieser Markthalle ausgehen. Die Kirche Notre-Dame-des-Grâces datiert aus dem 14. Jahrhundert. Die Brücke Le Riat im Süden des Stadtzentrums stammt aus dem 17. Jahrhundert, im 19. Jahrhundert wurde sie umgestaltet. Sie ist seit 1998 zusammen mit ihr verbundenen Viehtränke und dem Waschplatz als Monument historique eingeschrieben.

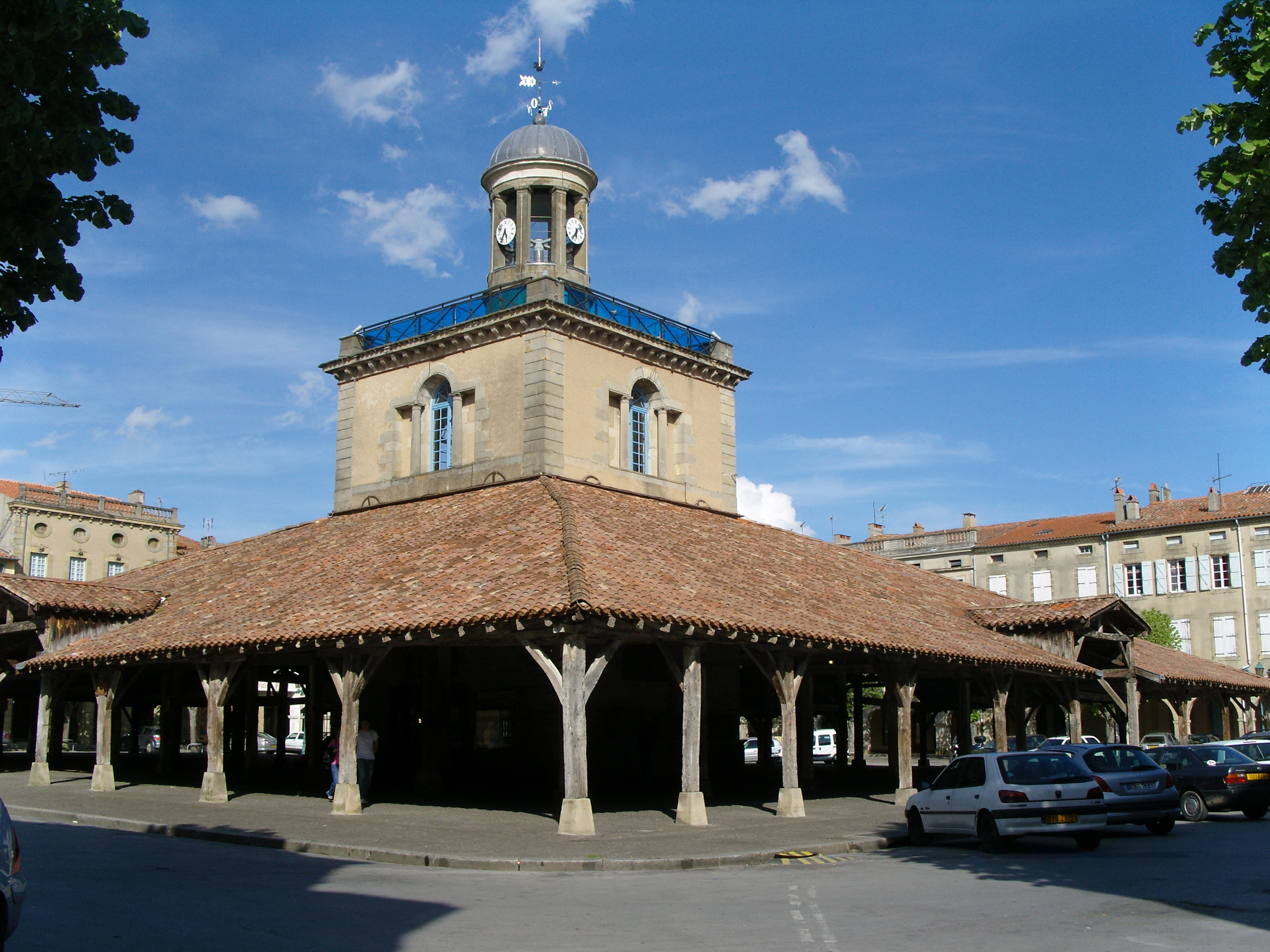
Zentrale Markthalle
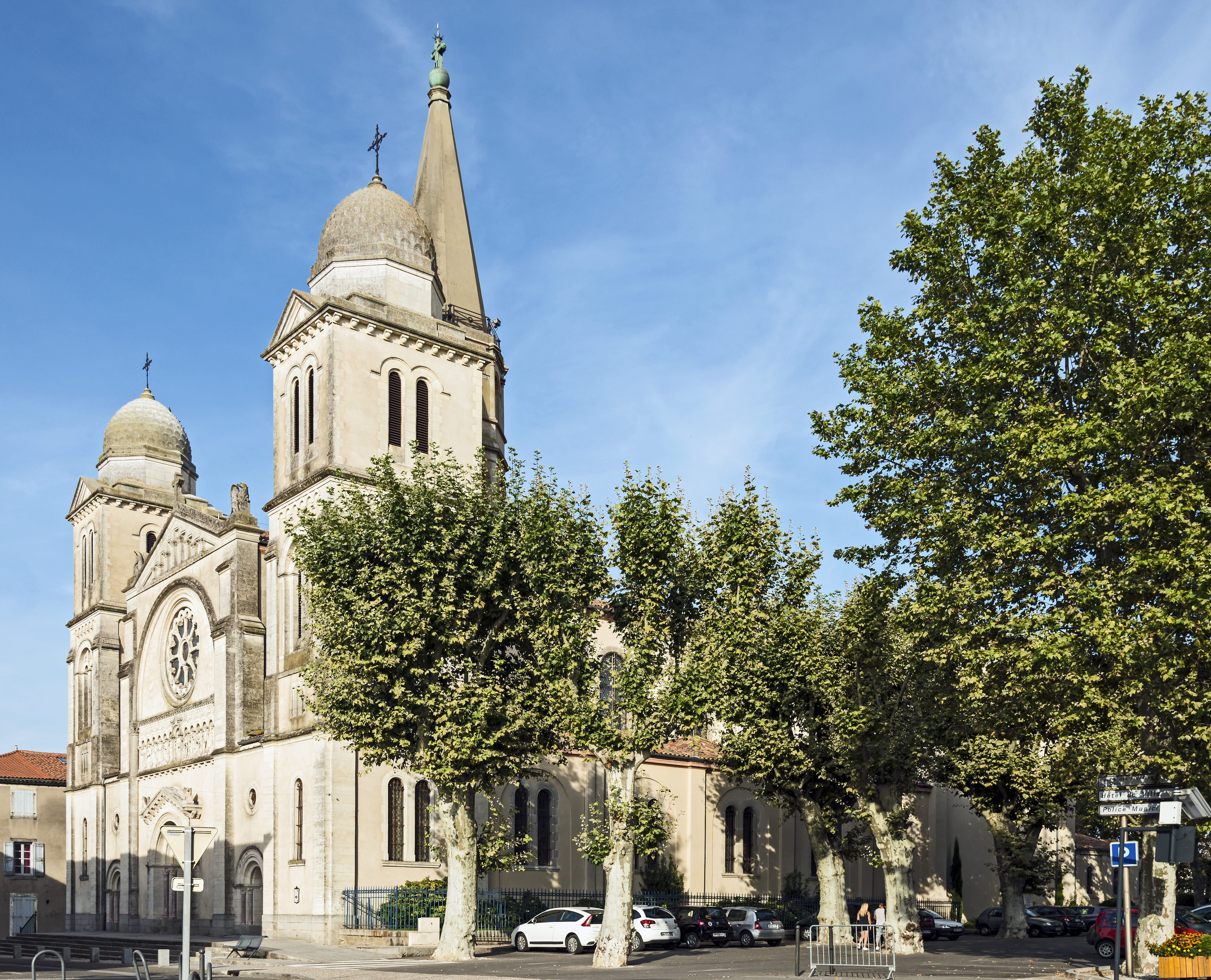
Kirche Notre-Dame
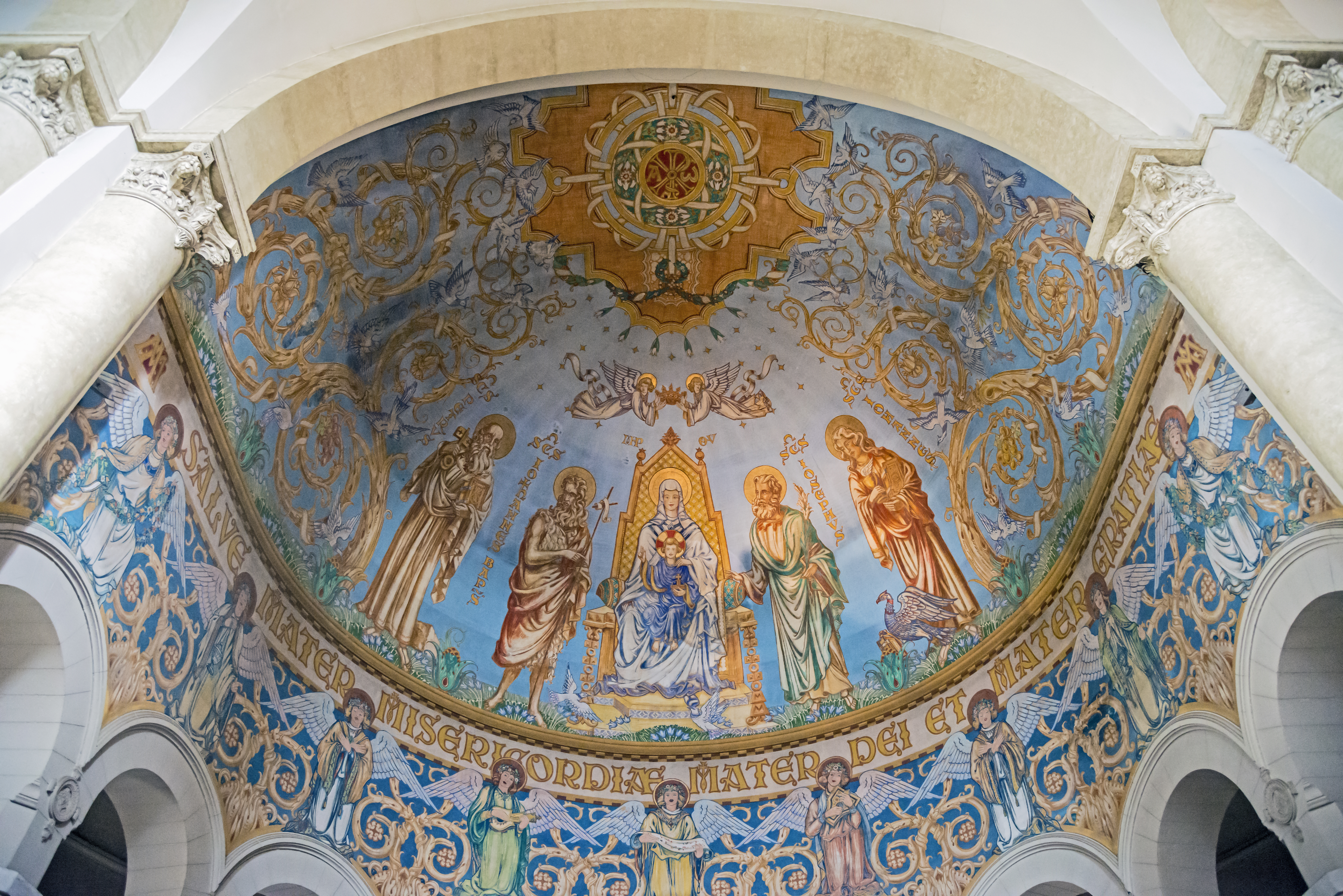
Gewölbe des Chors
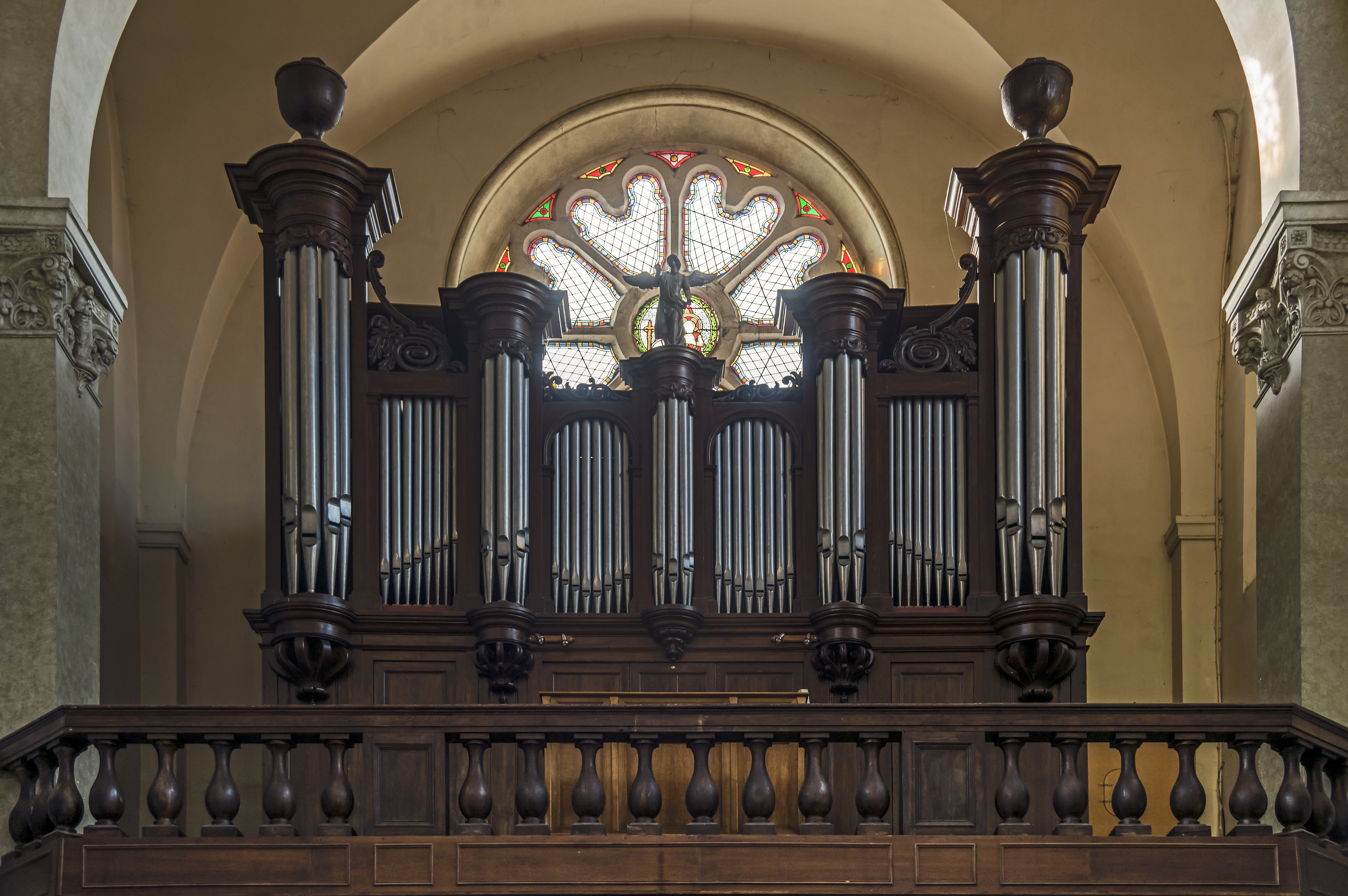
Orgel
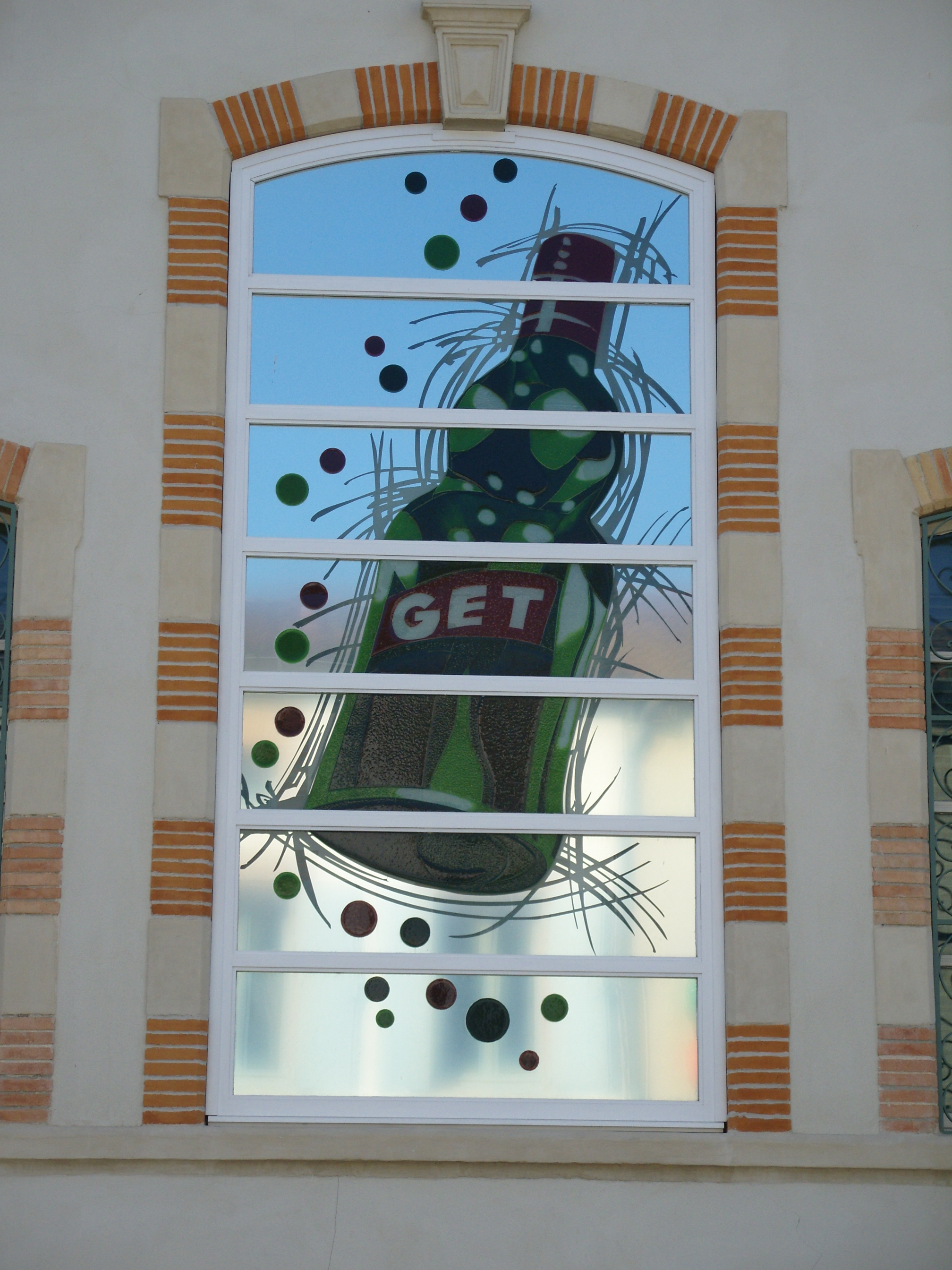
Glasmosaik „Get 31“ auf der Fassade der ehemaligen Likörfabrik
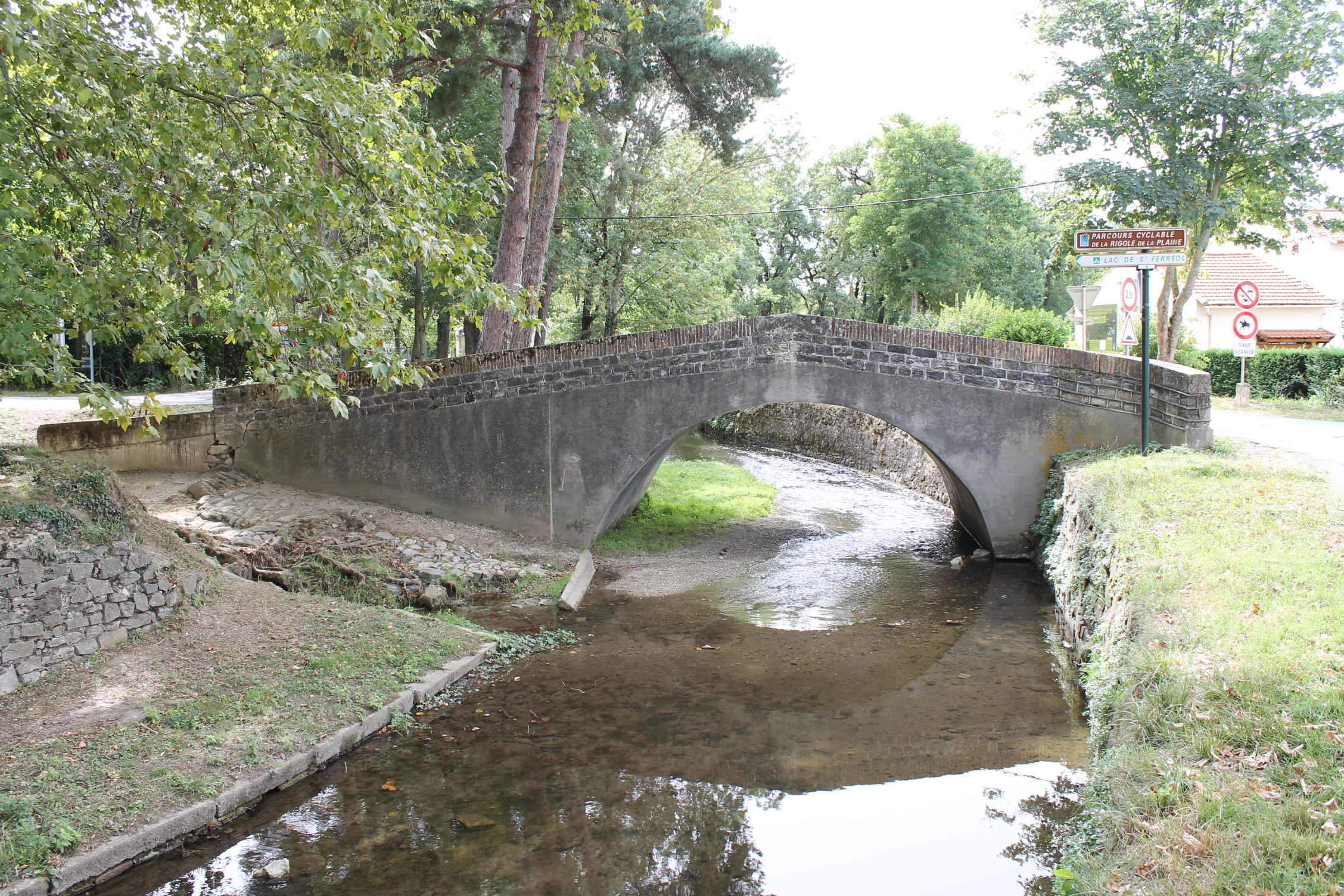
Pont du Riat
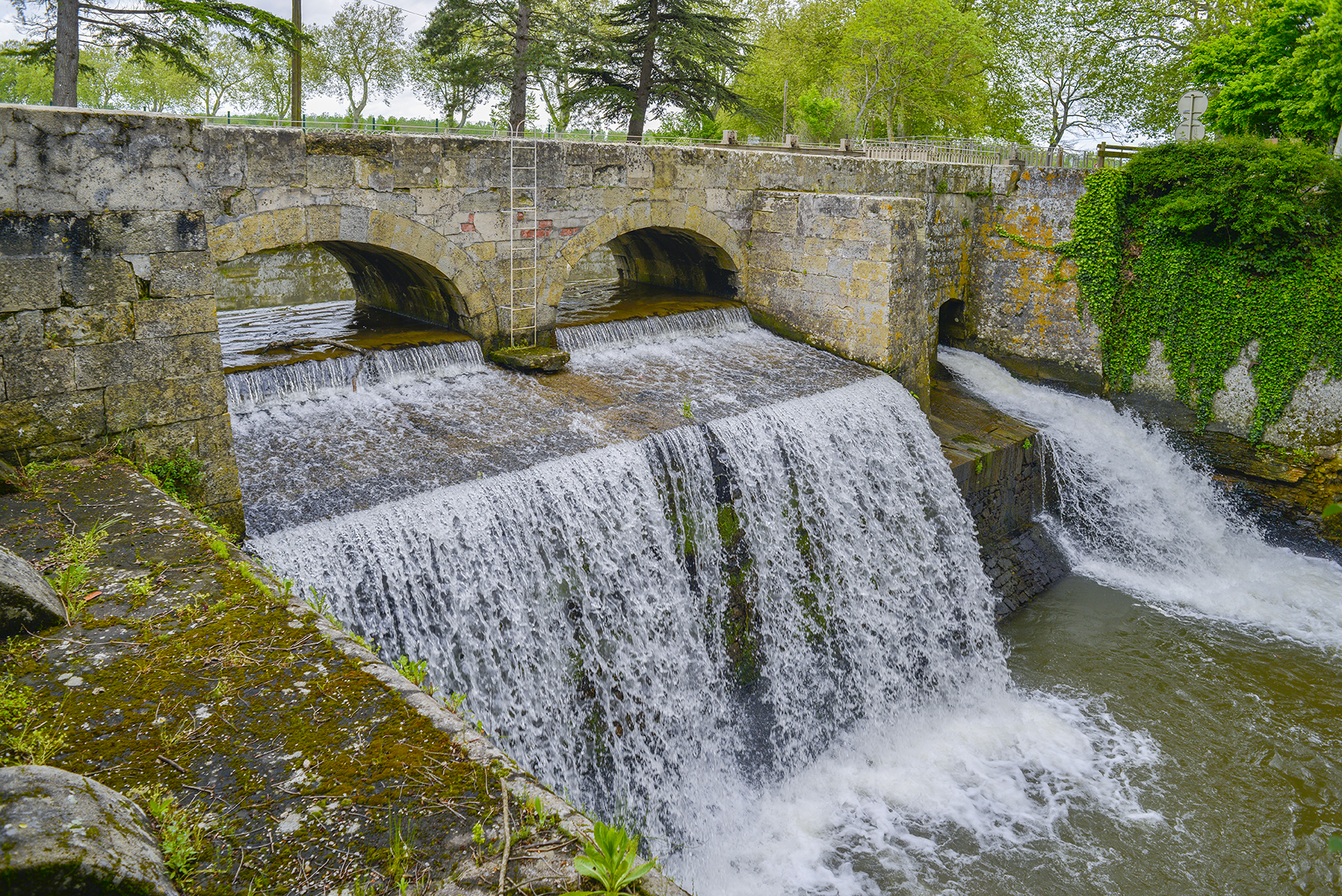
Regulierungsstufe am Zusammenfluss des Laudot mit der Rigole de la Plaine

## Verkehr
Die Departementsstraße 622, die ehemalige Route nationale 622, von Capens nach Hérépian durchquert die Gemeinde von West nach Nordost. Im Westen stößt die Departementsstraße 624, die ehemalige Route nationale 624, nach Le Verne in der Nähe von Pamiers über Castelnaudary hinzu. Revel ist auch Anfangspunkt der Departementsstraße 629, der ehemaligen Route nationale 629, nach Pezens in der Nähe von Carcassonne.
Fünf Buslinien der regionalen Transportgesellschaft liO verbinden Revel mit Toulouse, Castelnaudary und Castres.

## Persönlichkeiten
- Vincent Auriol (1884–1966), Präsident Frankreichs von 1947 bis 1954, geboren in Revel
- Elie-Antoine Durand (1888–1939), römisch-katholischer Bischof von Montauban von 1935 bis 1939, geboren in Revel
- Paul Cazeneuve (1871–1925), französisch/kanadischer Schauspieler und Theaterleiter, geboren in Revel